# Giuseppe Venanzio Marvuglia
Giuseppe Venanzio Marvuglia (Palermo, 6 febbraio 1729 – Palermo, 19 dicembre 1814) è stato un architetto italiano.
La sua opera rappresenta il momento di passaggio tra il tardo barocco e il neoclassicismo europeo nella cultura architettonica della Sicilia, arrivando, nell'ultimo periodo della sua attività, a degli esiti eclettici.

## Biografia

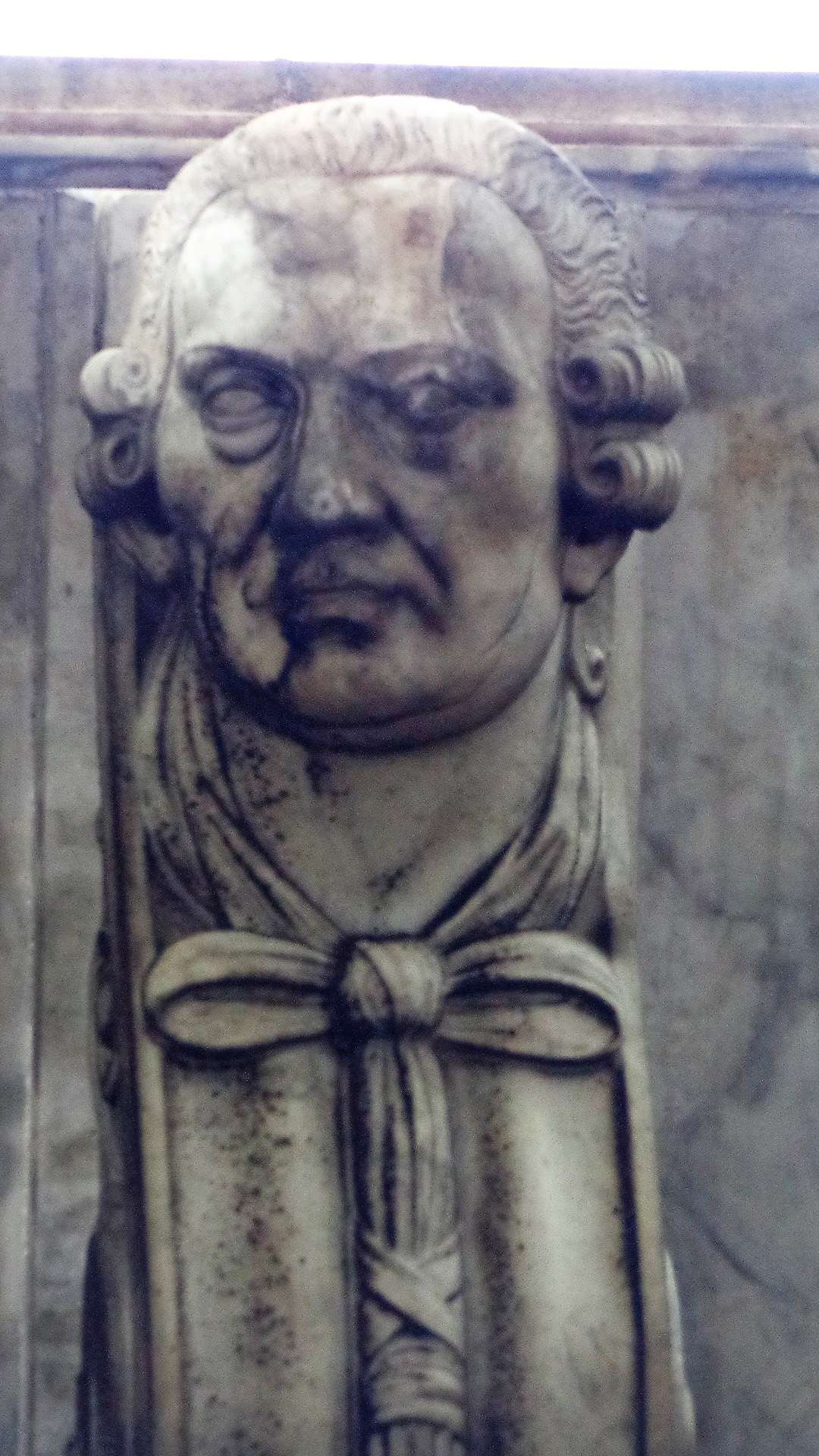
Giuseppe Venanzio Marvuglia scolpito nella Chiesa di Santa Barbara la Sottana a Palermo

Figlio di un capomastro, dopo una prima formazione nella sua città natale, che si dice avvenuta con il matematico e architetto palermitano Niccolò Cento, si recò, tra il 1755 e il 1759, a studiare architettura a Roma. 
Suo mentore a Roma fu Carlo Marchionni che lo introdusse all'Accademia di San Luca, dove nel 1758 vinse il secondo premio del prestigioso Concorso Clementino, con il progetto di un edificio a cupola che ricorda il Pantheon, ma con caratteristiche barocche nelle sue colonne e statue.
A Roma ha modo di entrare in contatto con i nuovi fermenti neoclassici dovuti alla presenza dei giovani architetti dell'Accademia francese e all'influenza culturale dell'architetto Johann Joachim Winckelmann, che proprio in quegli anni manifesta il suo interesse per le superstiti architetture doriche di Paestum e della Sicilia. 
Tra il 1759 e il 1760 torna a Palermo, lavorando alla ricostruzione del Monastero di San Martino delle Scale, in uno stile ancora barocco, seppure molto semplificato rispetto alle caratteristiche tipiche del Barocco siciliano. 
Già nel 1763, nel progetto dell'Oratorio di San Filippo Neri, rivela la sua tendenza classica e la conoscenza dell'architettura dorica isolana. In effetti nelle sue opere, fin dagli esordi, Marvuglia adotta un classicismo semplificato, arrivando però di rado ad applicare totalmente il nuovo linguaggio neoclassico, forse per la scarsa ricettività dell'ambiente siciliano. Uno dei suoi riferimenti più importanti e costanti fu l'opera di Palladio che consentiva di muoversi comunque nell'ambito della tradizione classicista, ma con intonazioni nuove per la Sicilia.
La sua fu comunque una carriera di successo e lavorò sia per l'élite aristocratica con progetti per palazzi urbani e ville suburbane, che per le autorità cittadine (nel 1789 venne eletto architetto del Senato) e per la corte (nella sua qualità di "architetto dei real siti di campagna", ideò la palazzina di Ficuzza e la Casina cinese alla Favorita).
A Palermo ebbe modo di conoscere l'architetto francese Léon Dufourny che la storiografia corrente indica come il primo a introdurre il neoclassicismo in Sicilia, o quanto meno di aver rappresentato l'elemento catalizzatore di fermenti culturali già presenti e di cui Marvuglia era ben consapevole. Con egli ebbe modo di collaborare alla realizzazione dell'Orto botanico di Palermo, nel cui cantiere subentrerà dopo la partenza nel 1793 dell'architetto francese, probabilmente progettando i padiglioni laterali del calidario e del frigidario. Con Dufourny condivise l'interesse e lo studio per i templi greci della Sicilia. L'architetto francese apprezzò molto l'opera del Marvuglia e in particolare i progetti per i palazzi urbani che pensò di inserire nella sua progettata opera sull'architettura siciliana che non fu mai pubblicata. Su interessamento dell'amico Dufourny, Marvuglia, nel 1805, fu nominato membro straniero dell'Institute de France. Lo stesso interesse per l'opera di Marvuglia manifestò, nel suo viaggio in Sicilia, Jakob Ignaz Hittorff, allievo di Dufourny, tanto da pubblicare i progetti dei palazzi palermitani nella sua opera Architecture moderne de la Sicile (1835), a cui seguì un lungo silenzio storiografico, durato fino a tempi recenti.

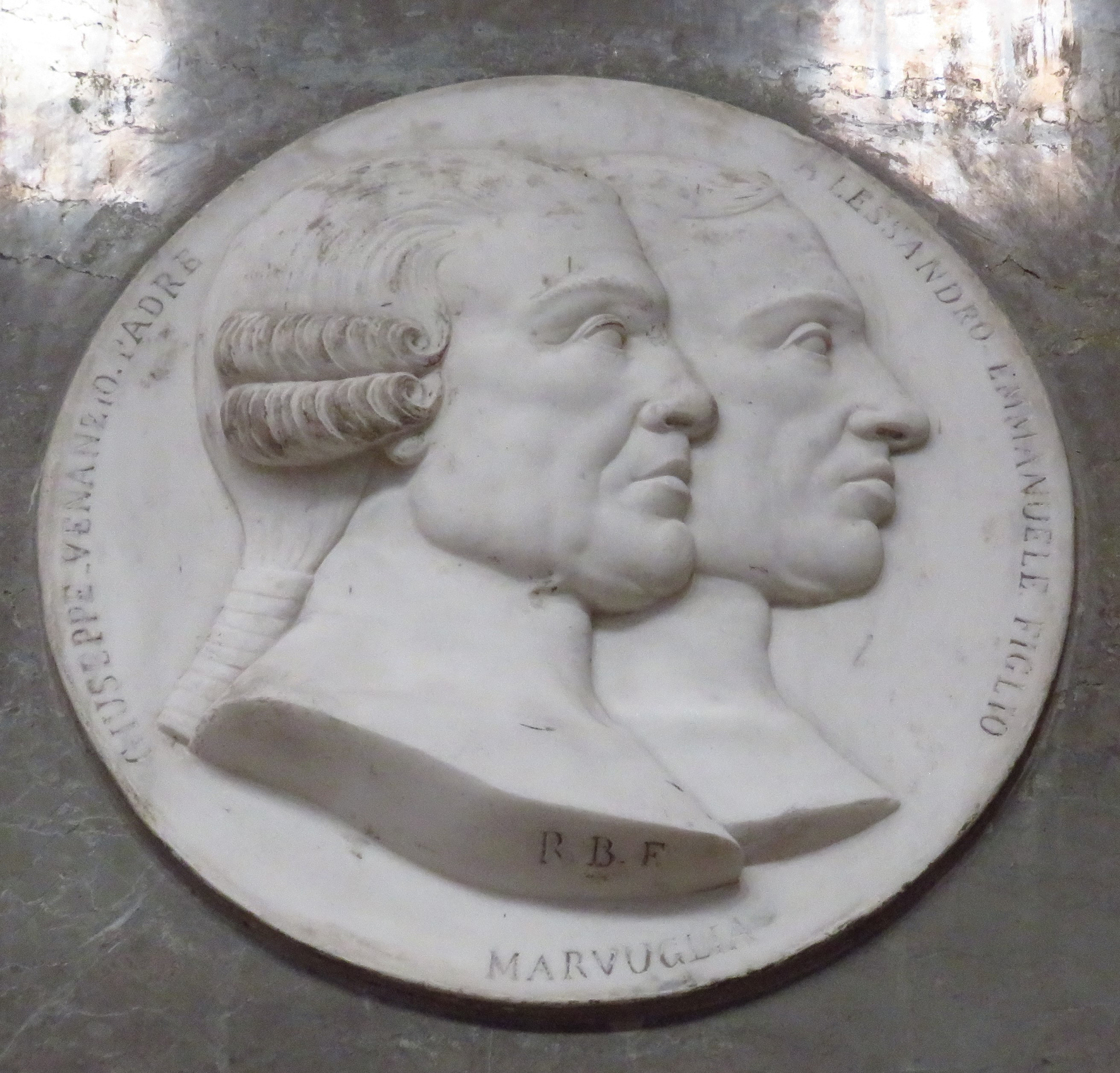
Giuseppe Venanzio e Alessandro Emanuele Marvuglia (Chiesa di San Domenico)

Insegnò anche presso l'Accademia degli Studi di Palermo (poi Regia Università) dal 1780 al 1805 dove è titolare della cattedra di “Geometria pratica, architettura civile e idraulica” che viene fondata all'interno della Facoltà Filosofica nel 1779.
Marvuglia ebbe il merito di avere costruito una “scuola” nel moderno senso accademico del termine. Il suo biografo Giuseppe Bozzo ricorda fra gli allievi diretti: Nicolò Puglia, Giovanni Emanuele Incardona, Domenico Marabitti, Vincenzo Di Martino e il figlio Alessandro Emanuele Marvuglia (1771-1845), che risulta forse il più interessante degli allievi e che seguì lavori in molte delle architetture progettate dal padre, succedendogli nella cattedra di architettura civile. A.E. Marvuglia, fu, a sua volta, il maestro dell'architetto Emmanuele Palazzotto, anche per i rapporti professionali che avevano legato in precedenza il padre di Emmanuele, Salvatore Palazzotto, e Giuseppe Venanzio. Questa è la probabile ragione per cui molti disegni di G.V. Marvuglia sono confluiti nello studio degli architetti Palazzotto e si sono conservati fino ad oggi, dopo oltre 250 anni senza subire la naturale dispersione, nell'Archivio Palazzotto di Palermo. Collaboratore in alcuni progetti fu anche il fratello Salvatore Marvuglia, sacerdote, matematico e architetto.
Nel 1808 Marvuglia sovraintese alla costruzione del Teatro Marittimo di Messina, dopo che l'originaria costruzione del periodo manierista era andata distrutta nel terremoto del 1783. La Palazzata era costituita da una cortina di imponenti edifici scanditi da un monumentale colonnato di ordine ionico e andò distrutta anch'essa, nel terremoto del 1908.
Muore il 19 dicembre 1814 e viene sepolto nella chiesa di Santa Maria di Gesù, oggi parte del cimitero di Santa Maria di Gesù di Palermo.
Padre e figlio vengono ricordati nel pantheon palermitano, la chiesa di San Domenico, in un tondo scultoreo che li riunisce, opera dello scultore Rosolino Barbera.

## Progetti e opere

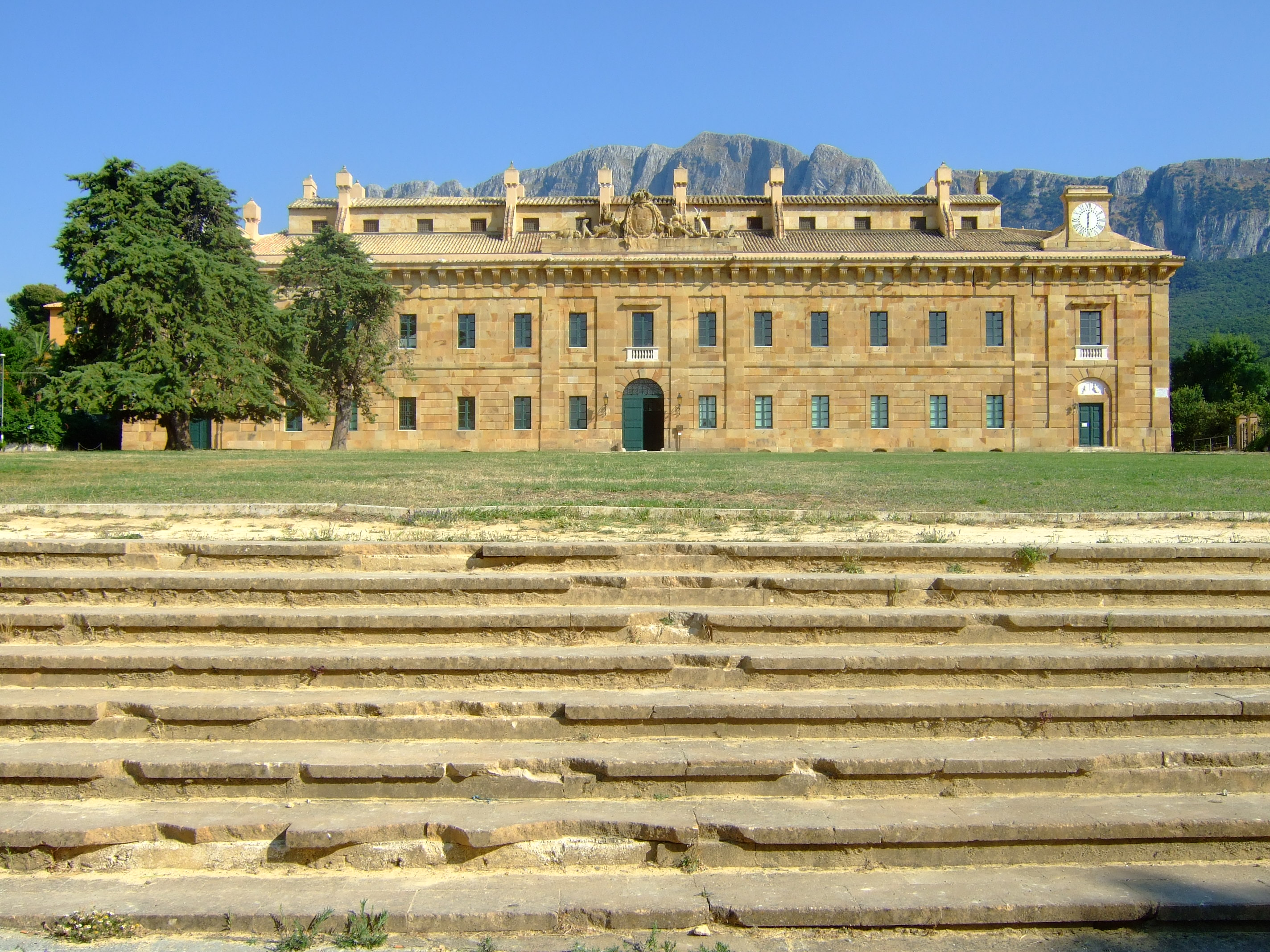
Il Palazzo Reale di Ficuzza

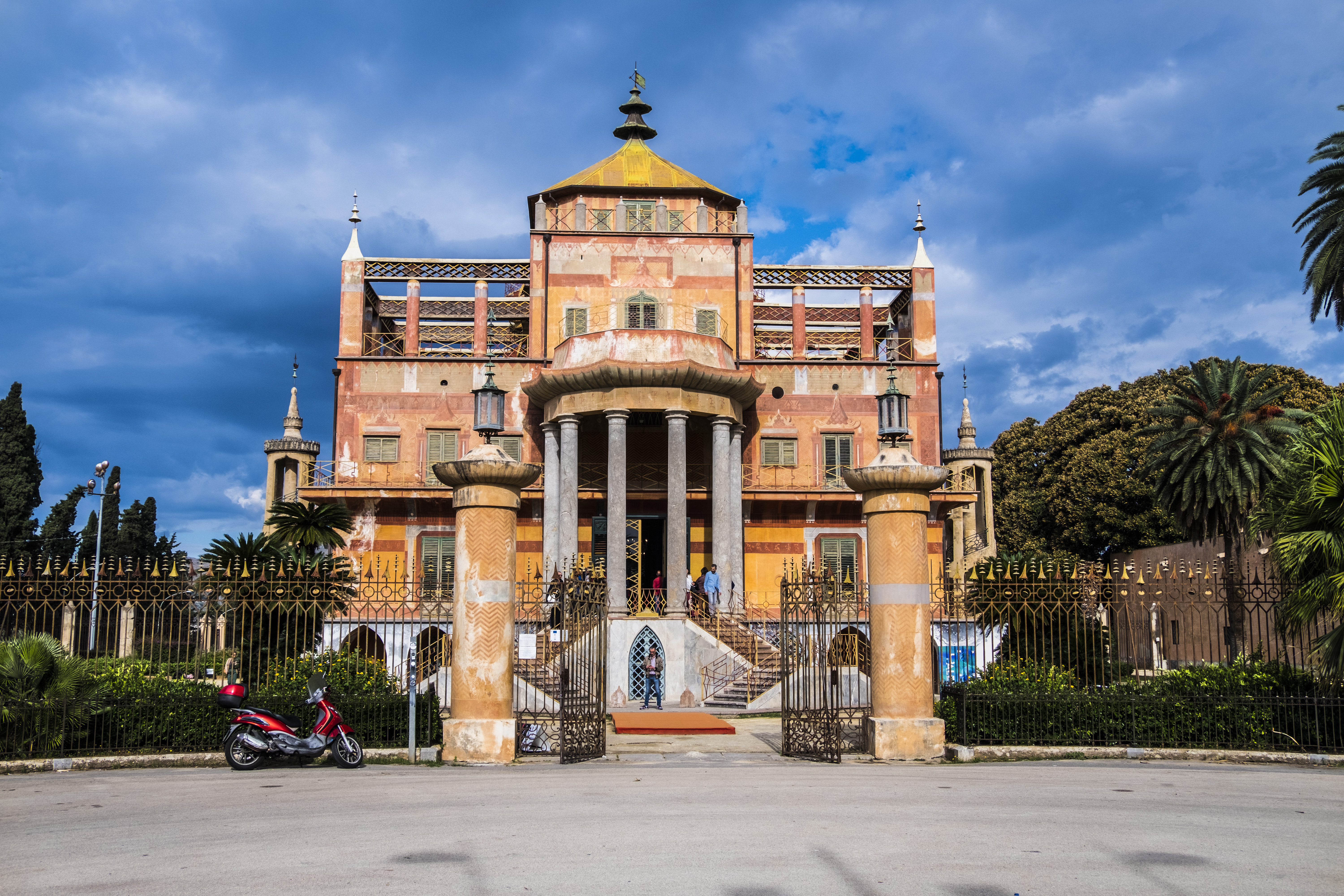
La casina cinese alla Favorita.

### Architetture civili
- la Real Casina di Caccia di Ficuzza all'interno del bosco della Ficuzza, nei Monti Sicani, dal 1803.
- la Casina Cinese (1799-1808) in stile orientale con una copertura a pagoda su tamburo ottagonale. La costruzione presenta svariati elementi stilistici: porticati ad arco ogivali al piano terreno, torrette con scale elicoidali, travi in legno intagliato nelle terrazze e smerli.
- progetto per la trasformazione del Convento di San Giuseppe dei Teatini ad uso dell'Università a Palermo;
- configurazione della piazza Caracciolo alla Vucciria a Palermo;
- aggiunta di un portico al Monte di Pietà a Palermo;
- diverse porte di città a Palermo fra cui Porta Maqueda (poi demolita);
- progetto per palazzo Santo Stefano della Cerda di Palermo (dopo il 1779)
- progetto per la facciata della sede della Regia Università degli Studi di Palermo (1808 circa)

### Architetture religiose
Anche se gran parte del lavoro del Marvuglia fu nell'architettura civile, a lui sono attribuiti alcuni edifici religiosi: 
- L'oratorio di San Filippo Neri a Palermo, appartiene al primo periodo di attività (1763-1769) e presenta una facciata in cui semplici lesene delimitano pannelli a bassorilievo. L'interno della Chiesa con una volta a botte sorretta da grandi colonne architravate, manifesta una via di superamento del decorativismo barocco e fu molto lodata dai visitatori stranieri nel XVIII secolo.[6][7]
- La chiesa di San Francesco di Sales, in Corso Calatafimi a Palermo (1772-1776), reinterpreta modelli palladiani sia nell'esterno che nell'interno semplice e senza ornamenti.
- L'altare maggiore e l'apparato decorativo del presbiterio e della navata della chiesa di Sant'Ignazio all'Olivella a Palermo, dal 1760.
- La facciata della chiesa madre a Motta d'Affermo[8].
- L'altare maggiore in marmi e diaspri della cattedrale di Piazza Armerina
- Il progetto di rivestimento neogotico della cupola della cattedrale di Palermo, 1802 circa. Il Modello ligneo si trova al Museo Diocesano di Palermo
- Il progetto di rimodulazione neoclassica della cappella maggiore nella chiesa di S. Maria la Nova a Scicli
- La facciata neoclassica della chiesa del collegio di San Basilio (Santissimo Salvatore) di Randazzo.
- Cappella di Nostra Signora della Soledad, progetto manufatto dell'ex chiesa di San Demetrio di Palermo.

### Le ville

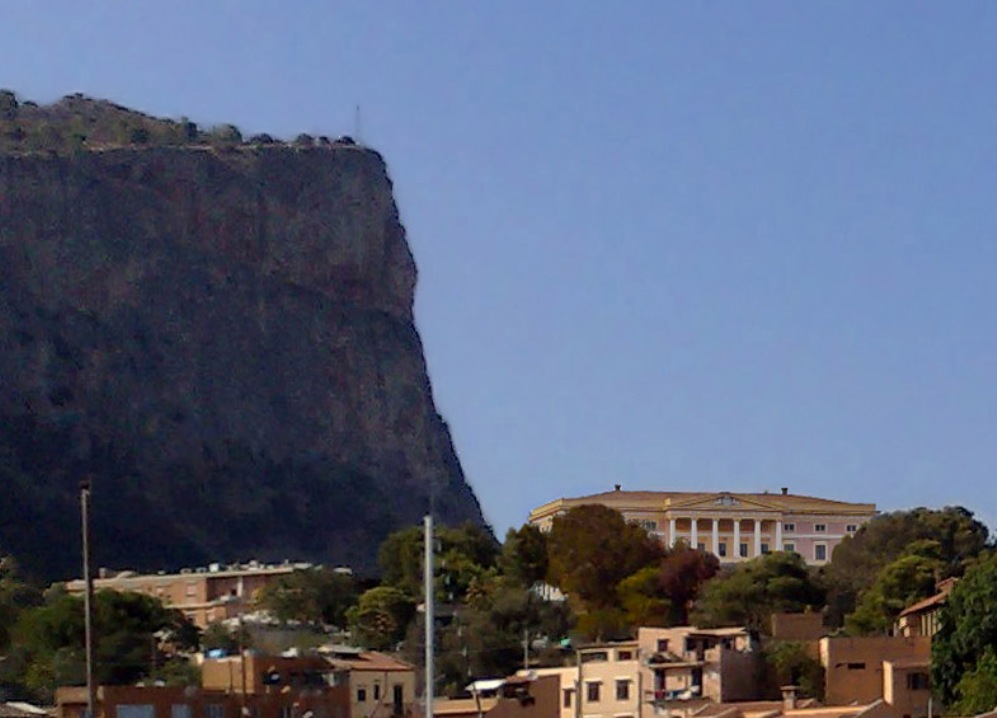
Villa Belmonte

Marvuglia progettò alcune ville suburbane per le famiglie aristocratiche palermitane:
- La Villa Notarbartolo di Villarosa a Bagheria influenzata dall'architettura neoclassica parigina degli edifici sulla Place de la Concorde.
- Villa Belmonte all'Acquasanta a Palermo (dal 1799), in collaborazione col figlio Alessandro Emanuele e Fra Felice da Palermo, fu uno dei suoi ultimi progetti, in uno stile ormai pienamente neoclassico, legato comunque a modelli palladiani.

### I palazzi
- Palazzo Geraci (oggi rudere) sul Cassaro a Palermo.
- Palazzo Ducale dei Notarbartolo a Villarosa (Enna).
- Palazzo Constantino (1787) mostra influenze palladiane.
- Palazzo Belmonte Riso, completato nel 1784.
- Palazzo Coglitore.
- Palazzo Notarbartolo di Villarosa a piazza Regalmici.
- Palazzo Galati.
- Palazzo Federico.

## Scritti
- Trattato di Architettura civile, rimasto però manoscritto e incompiuto, e composto con intenti didattici come supporto alla sua attività d'insegnamento. Il trattato rilegge Vitruvio alla luce degli Elementa Architecturæ Civilis dell'illuminista tedesco Christian Wolff, rivela la conoscenza delle opere teoriche francesi del periodo come il Saggio sull'Architettura (1753-55) di Marc-Antoine Laugier.[9]
- Elementi di Architettura Civile del Sig. architetto Giuseppe V. Marvuglia, lettore nella Regia Università degli Studi in Palermo, e da me Vincenzo Trombetta, suo discepolo, appresi nell'anno 1782, ms. (Palermo, Biblioteca Comunale, 2 Qq H185)